# 豪达博物馆

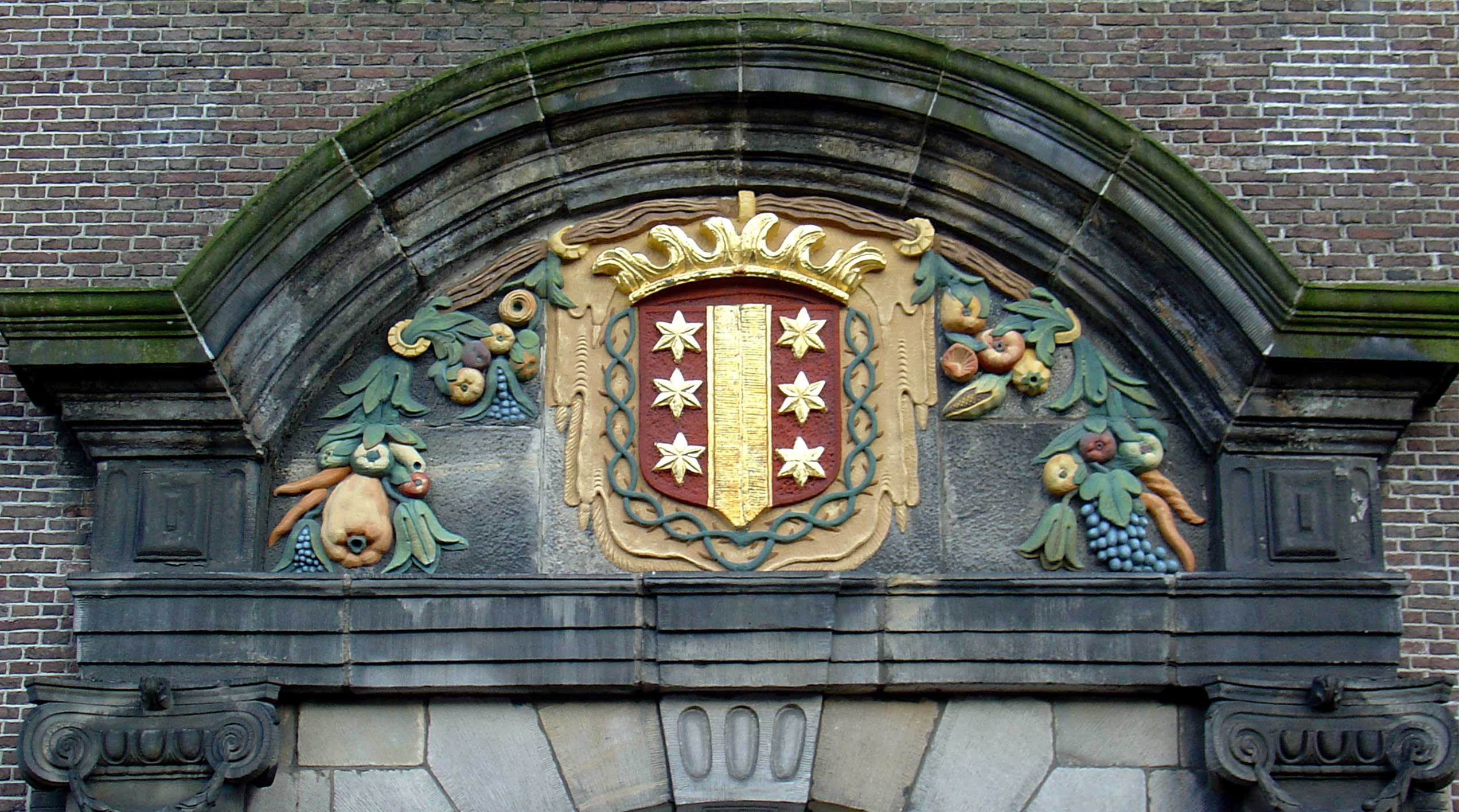
绘有纹章的山形墙，位于原加大肋纳医院的医院小堂入口处

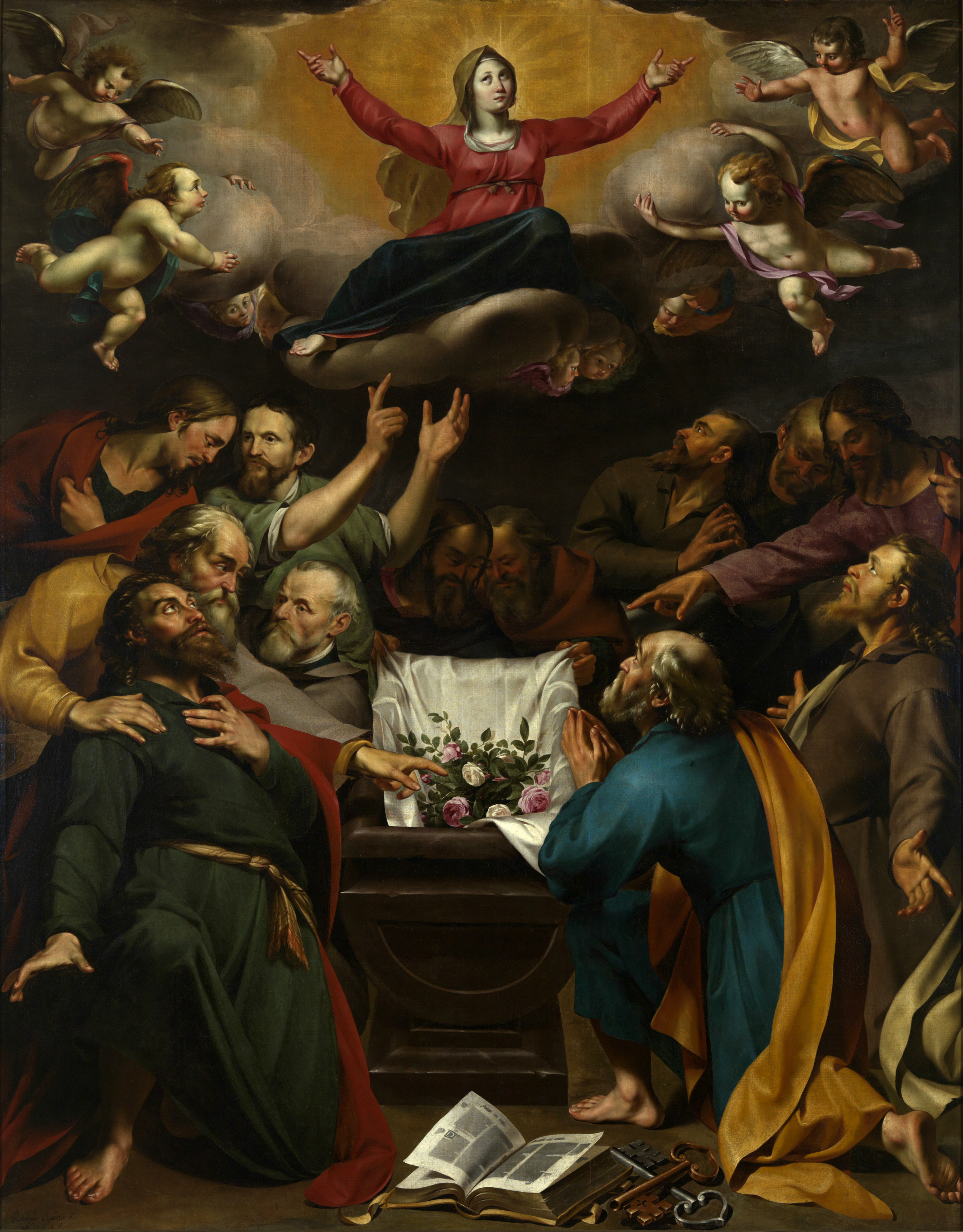
位于原加大肋纳医院内的沃特·克拉贝特二世（Wouter Pietersz II Crabeth）的祭坛画

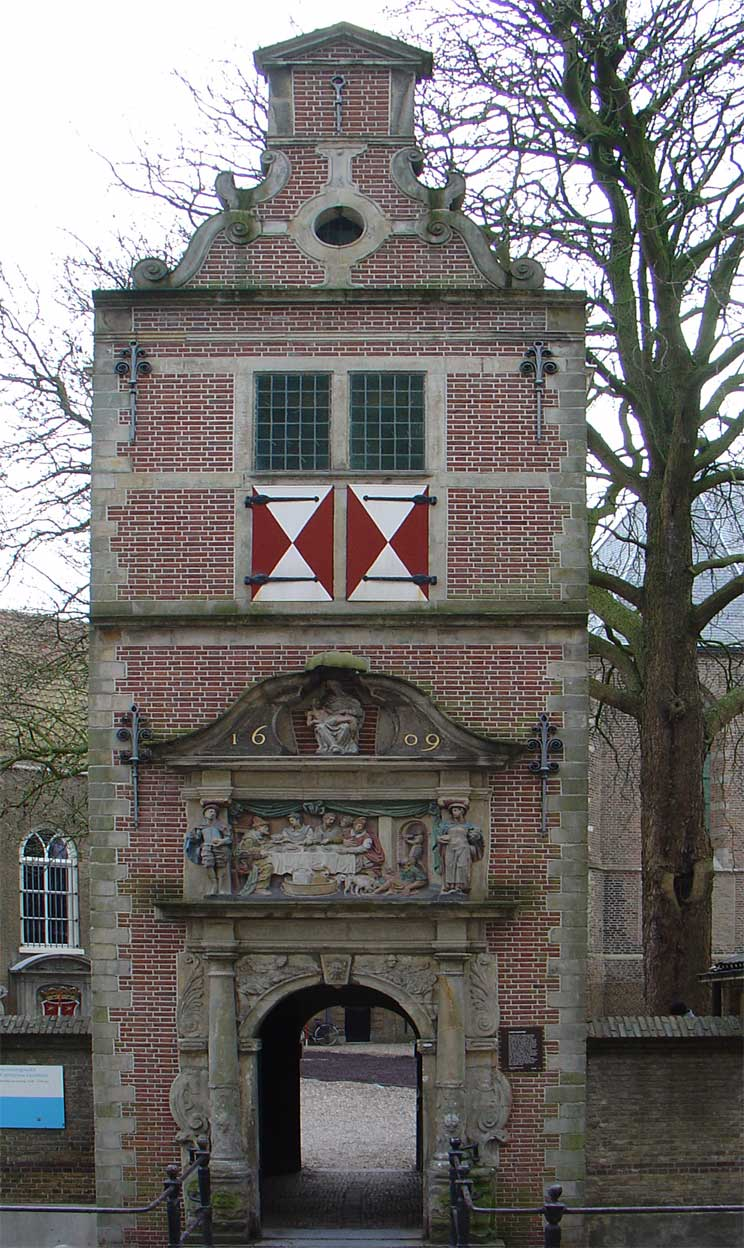
拉匝禄门（Lazaruspoortje）（1609年），由格雷戈里·科尔（Gregorius Cool）建立，如今通往博物馆及博物馆花园的道路穿过该门

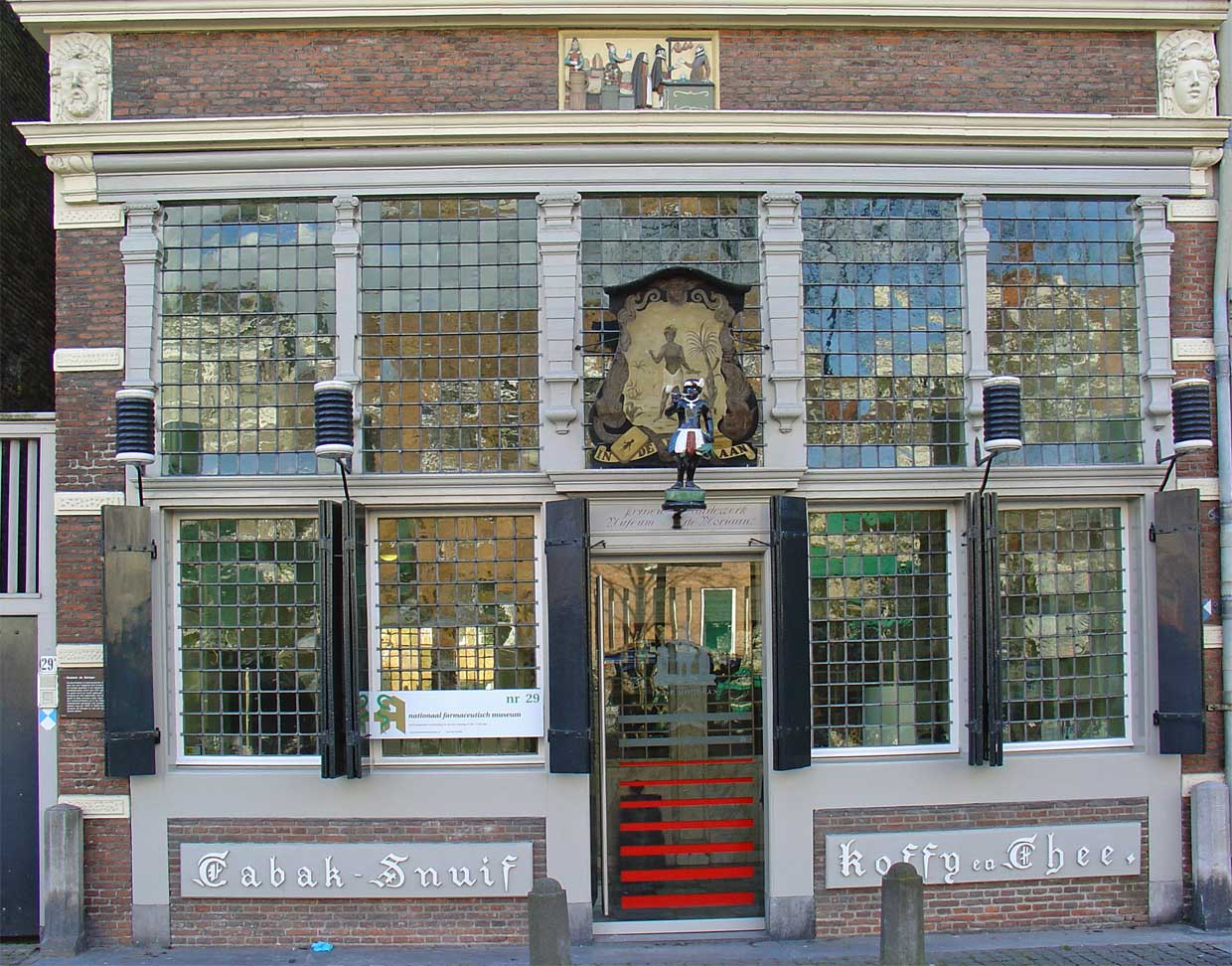
国家制药博物馆，摄于2008年2月

豪达博物馆（荷蘭語：MuseumgoudA）是荷兰南荷兰省豪达的博物馆。

## 加大肋纳医院
豪达博物馆建立于1874年，由市艺术家约翰尼斯·雅各布斯·贝特尔曼（Johannes Jacobus Bertelman）和神父J.N. Scheltema等创立，当时为豪达市立博物馆（荷蘭語：Stedelijk Museum van Gouda）。该博物馆坐落于市场（Markt）上的阿蒂莱希（Arti Legi）内。1974年，博物馆搬到了加大肋纳医院（Catharina Gasthuis）内。该医院的历史功能可以在不同的房间内发现，比如外科医生行会室（Chirurgijnsgildekamer）——1699年之后外科医生们在此聚会，以及位于原豪达市药房内的药房内景展示室，还有展示豪达历史的多个房间。在小堂的地下室内有惩罚及酷刑用的刑具展览。这些刑具原来是在豪达市政厅内在裁决中惩罚市民用的。该地下室也是一座精神病房，精神病人过去被关在这里。
在该医院内陈列着16世纪的祭坛画（荷蘭語：altaarstukken），19世纪的保罗·阿伦采纽斯（Paul Arntzenius）收藏中的油画，豪达的陶器以及豪达粘土烟斗和当代艺术。该博物馆拥有巴比松派和海牙派画家如伊萨克·伊斯拉尔斯（Isaac Israëls，1865-1943）、威廉·托伦（William Tholen，1860-1931）、奥迪隆·雷东（Odilon Redon，1840-1916）、夏尔-弗朗索瓦·多比尼（Charles-François Daubigny，1817-1878）等的作品。
自1976年起，该博物馆开始积极收藏当代艺术作品。馆长约西内·德布雷恩·科普斯（Josine de Bruyn Kops，1940-1987）特别收藏了女性的艺术作品，主要包括Elsa Stansfield, Madelon Hooykaas (Stansfield / Hooykaas), Lydia Schouten, Marijke de Goey 以及 Nan Hoover的作品。

### 彩陶
除了艺术品和文物以外，该博物馆还收藏大量彩陶（荷蘭語：plateel）。彩陶是一种外表酷似瓷器的陶器。1898年，南荷兰省彩陶窑（Plateelbakkerij Zuid-Holland）在豪达建立。陶烟斗在二十世纪初产量下降，南荷兰省的烟斗生产商开始生产装饰性陶器和实用陶器并获得了成功。带有花卉装饰的手绘陶器到1930年一直很受欢迎。除此之外还有陶制餐具。
该博物馆展出了豪达六个主要陶器厂的产品。这六个陶器厂是：南荷兰省彩陶窑（Plateelbakkerij Zuid-Holland）、胡德瓦亨（Goedewaagen）、伊福拉（Ivora）、泽尼特（Zenith）、雷希纳（Regina）、弗洛拉（Flora）。

## 国家制药博物馆
国家制药博物馆是由豪达博物馆运营的一座博物馆。以前这里展出豪达陶烟斗，现在这些烟斗在加大肋纳医院内展出。2007年10月19日，国家制药博物馆开馆。该馆展出制药的过去、现在和未来。荷兰王家药剂学促进协会（Koninklijke Nederlandse Maatschappij ter bevordering der Pharmacie）和豪达博物馆共同建立了这个博物馆。